# Le Jugement final de Principal PC
Le Jugement final de Principal PC (PC Principal Final Justice en VO) est le dixième et dernier épisode de la dix-neuvième saison de la série d'animation américaine South Park et le 267e épisode de la série. Il est diffusé pour la première fois le 9 décembre 2015 sur Comedy Central. L'épisode traite de politiquement correct, une thématique centrale de cette saison, de l'utilisation excessive de la publicité, comme les deux épisodes précédents, ainsi que de la politique des États-Unis sur les armes à feu et de la facilité de s'en procurer.

## Résumé
Le Principal PC entre dans le bar d'un quartier gentrifié quelque part en Russie. Il se fait attaquer, mais arrive à tuer chacun de ses attaquants. 
À l'école élémentaire de South Park, Kyle rassemble Cartman, Stan, Kenny et Butters dans les toilettes pour leur dire qu'il croit que Jimmy est mort des mains du Principal PC, selon les informations que lui a données Leslie. Il affirme également être convaincu que Randy Marsh est un complice du Principal. Furieux de ces accusations sur son père, Stan s'en va, tandis que Kyle convainc les autres de se procurer des armes pour se protéger. 
Pendant un dîner avec sa famille, Randy se rend dans le garage où il retrouve M. Garrison, Caitlyn Jenner et l'ex-principale Victoria. En faisant des recherches sur le disque dur du Principal PC, ils découvrent qu'il combat la gentrification car il croit que le responsable n'est pas humain. Ils se disent que la personne qui est derrière le renvoi de Victoria est le marionnettiste de cette histoire.
Dans Shi Tpa Town, le quartier gentrifié de South Park encore debout, Nathan et sa prostituée de luxe Classi gardent Jimmy en otage, et lui retirent ses béquilles. Nathan révèle qu'il a utilisé les personnes politiquement correctes pour travailler avec les publicités et gagner le pouvoir qu'il désirait. 
À sa maison, Cartman pointe un pistolet sur sa mère Liane car il ne veut pas aller se coucher, mais Liane sort également une arme et arrive à raisonner son fils pour qu'il aille dans sa chambre. 
Stan découvre son père et ses complices dans le garage et le menace avec un pistolet, mais Randy pointe lui aussi une arme sur son fils, qui s'enfuit pour tout raconter à sa mère. Ensuite, Randy, Stan, Sharon et Shelley se menacent les uns les autres avec une arme, jusqu'à ce que Randy décide de leur expliquer tout ce qu'il sait.
Le Principal PC est capturé et amené sur un porte-avion, où les militaires reçoivent un appel de Barack Obama qui leur ordonne de le relâcher et de l'ignorer. Mais la voix au téléphone était en fait Leslie qui usurpait l'identité du président. 
Dans le magasin d'armes à feu de South Park, les affaires sont bonnes et Jimbo informe l'officier Barbrady qu'un grand concours d'armes, la Flingue Expo, va être organisé et que toute la ville y sera.
Leslie convainc Kyle d'aller au concours d'armes et d'y faire un discours à propos de ce qu'il a appris. Il refuse d'abord puisqu'il avait renoncé à en faire, mais accepte tant que Leslie est avec lui. 
À la maison des Marsh, le groupe découvre la publicité dans laquelle on voit le Principal PC et Leslie. Stan conclut alors que Kyle est le cerveau de cette affaire, puisqu'il aide Leslie.
À Shi Tpa Town, Nathan montre à Jimmy un aperçu du journal de l'école du lendemain avec comme gros titre "Tragédie à la Flingue Expo", mais lorsque Classi fait une objection, Nathan la gifle comme il le faisait avec son ancien acolyte Mimsy. Elle ne le tolère pas et agresse violemment Nathan, qu'elle met KO, avant de rendre ses béquilles à Jimmy. Ils décident d'aller trouver Barbrady et de partir en direction au concours d'armes dans sa "Classi-mobile". 
La Flingue Expo, qui ressemble plus à une exposition canine, est interrompue par Randy et son groupe, armés, qui appellent Kyle. Celui-ci arrive accompagné de Leslie, pistolet à la main, suivi de Jimmy, Barbrady et Classi, également armés. C'est bientôt toutes les personnes du public qui sortent leurs armes. Jimmy révèle que Leslie est une pub qui a pris forme humaine, et que n'importe qui pourrait en être une. Dans le public, M. Mackey sort son arme et révèle que c'est lui qui a fait virer Victoria car il ne voulait plus travailler avec elle. Tous les habitants de la ville réalisent qu'ils ont besoin de communiquer et d'être plus attentifs les uns envers les autres. Leslie jure que les pubs ne seront jamais vaincues, puis le Principal PC arrive et la tue en lui transperçant le crâne, révélant son corps d'androïde.
De retour à Shi Tpa Town, Randy et les autres habitants de South Park hurlent sur le Whole Foods Market qu'ils sont maintenant conscients des problèmes qu'engendre la publicité, amenant le supermarché à se déraciner du sol et s'envoler. 
L'épisode se conclut sur le Principal PC qui annonce à l'école qu'il va y rester et continuer à se battre pour le politiquement correct et contre les publicités.

## Accueil critique
Max Nicholson du site IGN donne à l'épisode la note de 7,4 sur 10, qu'il décrit comme .
Chris Longo de Den of Geek donne 4 étoiles sur 5 à l'épisode. Il déclare au sujet de la saison dans son ensemble : « en utilisant des éléments accrocheurs faisant les gros titres comme Trump, Jenner, Daech et le contrôle des armes avec parcimonie au cours de la saison, [Matt Stone et Trey Parker] ont créé l'arc le plus acéré et le plus nuancé de l'histoire de la série ».
Dan Caffrey de The A.V. Club donne un A- à l'épisode. Il écrit : « Désormais, les créateurs de la série ne se contentent plus de simplement se moquer des social justice warriors, préférant examiner comment la mentalité SJW peut rendre un individu vulnérable à la manipulation des corporations. C'est un message bien plus complexe que "la culture PC = stupide et mauvaise" » .